# North Mowich Glacier
Der North Mowich Glacier ist ein Gletscher an der Nordwestflanke des Mount Rainier im US-Bundesstaat Washington. Er bedeckte 1983 etwa 6,2 km² und enthielt etwa 269 Millionen m³ Eis. Er beginnt am Fuß der steilen Mowich-Wand am Mount Rainier auf etwa 9.600 ft (2.926 m) und besteht zunächst aus zwei Eislappen, die hangabwärts nach Nordwesten fließen. Der südliche Arm ist mit dem benachbarten Edmunds-Gletscher verbunden. Wenn sich die beiden Sektionen vereinigen, bilden sie ein großes, relativ flaches Plateau aus Eis, das von 7.800 ft (2.377 m) bis 8.300 ft (2.530 m) Höhe reicht. Dieses Plateau bildet eine ungestörte Eisfläche mit Ausnahme des Needle Rock, welcher aus dem Eis emporragt. Später endet der südliche Teil auf 6.400 ft (1.951 m), während der nördliche, gesteinsreiche Strom ein Gletschertal abwärts fließt und auf etwa 5.800 ft (1.768 m) Höhe endet. Der North Mowich Glacier speist den North Mowich River.